# ان‌جی‌سی ۱۵۵۹
ان‌جی‌سی ۱۵۵۹ (انگلیسی: NGC 1559) نام یک کهکشان مارپیچی میله‌ای در صورت فلکی تاربست است.